# جاك إيفانز (مغني)
جاك إيفانز (بالإنجليزية: Jack Evans)‏ هو مغني وكاتب أغاني أمريكي، ولد في 3 مارس 1953.